# Изящный галаго
Изящный галаго (лат. Euoticus elegantulus) — примат семейства галаговые. Встречается в Камеруне, Центрально-африканской Республике, Республике Конго, Экваториальной Гвинее, Габоне, возможно также в Анголе и Демократической Республике Конго. Населяет субтропические и тропические сухие леса. Хотя Международный союз охраны природы присвоил этому виду охранный статус «вызывающий наименьшие опасения», отдельные популяции могут страдать от разрушения среды обитания.